# Aéroport international d'Edmonton
L’aéroport international d'Edmonton (code IATA : YEG • code OACI : CYEG) est situé dans le comté de Leduc, à vingt-six kilomètres au sud-ouest d'Edmonton, dans la province de l'Alberta au Canada. En 2010, l'aéroport international d'Edmonton a reçu 6,1 millions de passagers.

## Histoire
C'est en 1960 que l'aéroport ouvre sur un terrain de 28 km2 choisi par Transports Canada.
À partir des années 1970, l'aéroport a connu une croissance rapide du trafic jusqu'à enregistrer deux millions de passagers en 1980.
Du début des années 1980 jusqu'en 1995, le trafic a diminué. Cette baisse a été attribuée en partie au ralentissement économique qui a touché Edmonton durant cette période mais surtout au fait que l'on continuait d'utiliser l'aéroport du centre-ville d'Edmonton pour certains vols intérieurs.
En 1995, un référendum municipal a été organisé où 77 % des résidents d'Edmonton se sont prononcés pour le regroupement des vols intérieurs et internationaux à l'aéroport international d'Edmonton.
En 1998, des travaux d'une valeur de 350 millions de dollars ont été entrepris pour moderniser les installations. Cela comprenait entre autres la construction d'un deuxième terminal (le terminal sud) pour recevoir les vols intérieurs.
En 2005, le projet d'agrandissement a été complété, ce qui a permis d'accroitre considérablement la capacité de l'aéroport. Le nombre de passagers étant en forte hausse, une deuxième phase d'expansion est en cours.

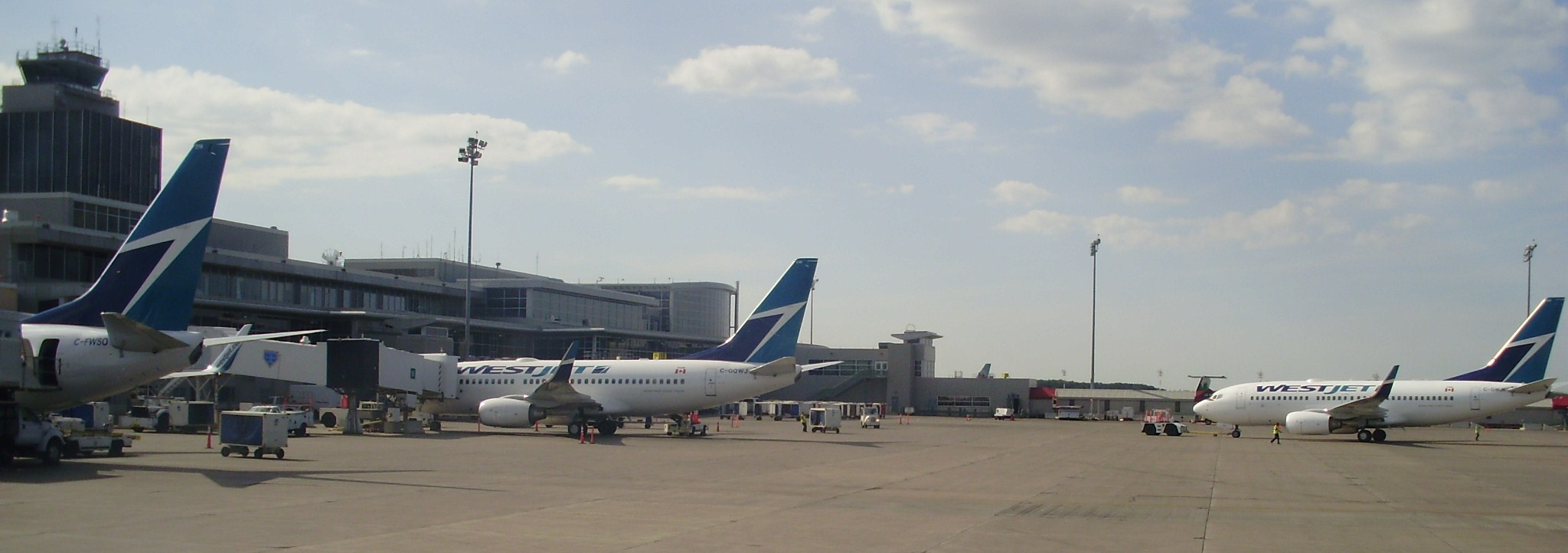
Avions de WestJet à l'aéroport international d'Edmonton.

## Statistiques
Le graphique qui aurait dû être présenté ici ne peut pas être affiché car il utilise l'ancienne extension Graph, désactivée pour des questions de sécurité. Des indications pour créer un nouveau graphique avec la nouvelle extension Chart sont disponibles ici.

Voir la requête brute et les sources sur Wikidata.

## Situation

### Carte des aéroports du Réseau National du Canada
| \| 300 km1:20 691 000 \| Calgary Charlottetown Edmonton Fredericton Gander Moncton Halifax Iqaluit Kelowna London Montréal–Mirabel Montréal–Trudeau Ottawa Prince George Québec Regina Saint-Jean Saskatoon Saint-Jean de T.-N. Thunder Bay Toronto Pearson Vancouver Victoria Whitehorse Winnipeg Yellowknife |
| 300 km1:20 691 000 |

## Compagnies et destinations
| Compagnies           | Destinations |
| -------------------- | --- |
| Air Canada           | Montréal (P.-E.-Trudeau), Toronto (Pearson), Vancouver |
| Air Canada Express   | Calgary, Vancouver, Yellowknife En saison : San Francisco |
| Air North            | Calgary, Whitehorse (E. Nielsen) |
| Air Tindi            | Fort Chipewyan, Fort Smith, Yellowknife |
| Alaska Airlines      | Seattle-Tacoma |
| Canadian North       | Yellowknife |
| Central Mountain Air | High Level, Prince George |
| Flair Airlines       | Abbotsford, Kelowna, Toronto (Pearson), Vancouver En saison: Cancún, Waterloo (en), Puerto Vallarta, Victoria (International), Winnipeg (J. A. Richardson) |
| KLM                  | Amsterdam |
| Porter Airlines      | Hamilton, Montréal (P.-E.-Trudeau), Ottawa (Macdonald-Cartier), Toronto (Pearson) |
| United Airlines      | Denver, Houston-George Bush En saison : Chicago-O'Hare |
| WestJet              | Abbotsford, Atlanta H.-Jackson, Calgary, Cancún, Comox, Halifax (Stanfield), Kelowna, Las Vegas-Harry-Reid, Los Angeles, Minneapolis-Saint-Paul, Phoenix-Sky Harbor, Puerto Vallarta, Toronto (Pearson), Toronto (Pearson), Vancouver, Victoria (International), Winnipeg (J. A. Richardson), En saison : Charlottetown, Chicago-O'Hare, Honolulu, Huatulco, Kahului, Mazatlán, Moncton (Roméo-LeBlanc), Montego Bay-Donald Sangster (débute le 2 novembre 2025), Nanaimo, Nashville, Orlando, Palm Springs, Punta Cana (débute le 27 octobre 2025), Salt Lake City , San Francisco, Los Cabos, Saint-Jean (Terre-Neuve), Varadero-J.-G.-Gómez (débute le 4 novembre 2025), Yellowknife |
| WestJet Encore       | Calgary, Comox, Fort McMurray, Grande Prairie, Kelowna, Régina, Saskatoon, Yellowknife En saison: Kamloops, Prince George, Seattle-Tacoma |

Édité le 21/05/2025